# Довгоносик чорний
Довгоносик чорний (Psallidium maxillosum Fabricius) — жук родини Довгоносиків. Личинка розвивається у ґрунті. поліфаг, шкідник Буряків та інших сільськогосподарських рослин. Інша назва жука — довгоносик чорний буряковий.

## Зовнішній вигляд
Жук має 6–10 мм завдовжки, чорно-бурий, блискучий; верх тіла здається голим, але насправді він біль або менш рівномірно вкритий округлими чорними лусочками. Крила не розвинуті.
Основні ознаки:
- головотрубка коротка, товста і відокремлена від лоба  різкою борозною;
- вусикові  борозенки розташовані по боках головотрубки;
- на передньоспинці лусочки не приховують рідких досить крупних цяточок;
- на передньогрудях немає лопатей позаду очей і коротеньких щетинок вздовж переднього краю;
- на надкрилах лусочки утворюють дрібнозернисту структуру, яка не приховує великих рідких точок у борозенках;
- очі дуже опуклі;
- кігтики на жодній нозі не зрослися, не стикаються один з одним біля своєї основи і не мають біля основи додаткових кігтиків.

## Поширення
Вид поширений у Південній та Південно-Східній Європі, Малій Азії , Казахстані, Середній Азії, на Середньому Сході та Кавказі (включаючи Закавказзя). В Україні відомий з Криму та 11 областей, головним чином, південних (на північ- до Черкащини).

## Спосіб життя
Зимують на стадії імаго і личинок у верхньому (до 10 см) шарі ґрунту. Навесні, коли він на глибині зимування прогріється до 7–9°С, комахи виходять з діапаузи °С, вихід жуків на поверхню стає масовим. . Наприкінці квітня — на початку травня жуки розселяються «пішки», бо не здатні літати. Найчисленніші вони на ділянках із достатньо зволоженими і не дуже важкими ґрунтами, розрідженим травостоєм із рослин, придатних для їжі цьому жуку.
Загалом більшу частину доби жуки проводять у ґрунті поруч із своїми кормовими рослинами. Залежно від щільності ґрунту вони звичайно перебувають від 2-3 до 5-6 см. Найактивнішими стають жуки при температурі повітря 29-31°С. Вони їдять зелені листки, гризуть пагони, інколи — квіти трав'янистих рослин. Ці комахи — поліфаги, вони харчуються багатьма (понад 230) видами рослин різних родин: бобовими, айстровими, амарантовими, капустяними, конопляних, молочайних та інших.
Розмноження відбувається партеногенетично. Починаючи з кінця квітня і до вересня самиці відкладають незапліднені яйця. Це відбувається протягом двох весняних сезонів, більшу частину яєць — у другій та третій декадах травня. Самиці, які перезимували, трапляється, не відкладають яєць и гинуть наприкінці весни або на початку літа. Середня плодючість самиці — 129 яєць, максимальна — до 300 яєць. Личинки їдять корені, головним чином, бур'янів: осоту, лободи, щириці, кураю, сухоребрика, лутиги, а також буряків та соняшника. Мешкають личинки на глибині від 15 до 70 см, вони харчуються, ростуть, декілька разів
линяють. Після другого або третього линяння вони йдуть на зимування. Влітку наступного року вони заляльковуються і через місяць з'являються жуки нового покоління. Звичайно, це трапляється у другій половині липня. Якщо погода тепла, а ґрунт вологий, окремі імаго вилазять на поверхню, але зниження температури знов стимулює їх до закопування у землю. Отже популяція зимуючиїх жуків складається з личинок, жуків першого і другого років життя.

## Значення у природі та житті людини
Подібно до інших біологічних видів, довгоносик чорний є невід'ємною ланкою природних екосистем — споживаючи рослинні тканини і стаючи здобиччю тварин — хижаків та паразитів. Однак на сільськогосподарських угіддях вони, часом, завдають чималої шкоди, особливо, на буряках, соняшнику і бобових. Для профілактики і пригнічення чисельності жуків треба своєчасне знищувати бур'яни, слідкувати аби посіви трав не були розрідженими. Якщо чисельність і щільність осягає значних величин, проти шкідників застосовуються інсектициди.